# Neuville-au-Plain
Neuville-au-Plain é uma comuna francesa na região administrativa da Normandia, no departamento Mancha. Estende-se por uma área de 4,63 km². Em 2010 a comuna tinha 94 habitantes (densidade: 20,3 hab./km²).